# 993. grenadirski polk (Wehrmacht)
993. grenadirski polk (izvirno nemško 993. Grenadier-Regiment; kratica 993. GR) je bil pehotni polk Heera v času druge svetovne vojne.

## Zgodovina
Polk je bil ustanovljen 5. januarja 1944 za 278. pehotno divizijo.